# 데이비드 도이치
데이비드 엘리에저 도이치(영어: David Elieser Deutsch IPA: [ˈdeɪvɪd ɛliːˈɛzə(ɹ) ˈdɔɪtʃ], 히브리어: דָּוִד אֱלִיעֶזֶר דויטש 다비드 엘리에제르 도이치, FRS, 1953년 이스라엘 하이파 출생)은 이스라엘 태생의 영국인 물리학자이다. 옥스퍼드 대학교의 교수이며, 양자 전산 이론에서 양자 튜링 기계와 도이치-요샤 알고리즘(Deutsch-Jozsa algorithm)을 개발하였다.

## 같이 보기
- en:Deutsch-Jozsa algorithm